# Calocheiridius orientalis
Calocheiridius orientalis är en spindeldjursart som beskrevs av E.N. Murthy och Taracad Narayanan Ananthakrishnan 1977. Calocheiridius orientalis ingår i släktet Calocheiridius och familjen Olpiidae. Inga underarter finns listade.